# Afrakra lobata
Afrakra lobata är en insektsart som beskrevs av Irena Dworakowska 1979. Afrakra lobata ingår i släktet Afrakra och familjen dvärgstritar. Inga underarter finns listade i Catalogue of Life.